# Corinnomma thorelli
Corinnomma thorelli är en spindelart som beskrevs av Simon 1905. Corinnomma thorelli ingår i släktet Corinnomma och familjen flinkspindlar. Inga underarter finns listade i Catalogue of Life.